# Michal Jordán
Michal Jordán (* 17. Juli 1990 in Zlín, Tschechoslowakei) ist ein tschechischer Eishockeyspieler, der seit Juli 2023 bei den Pelicans aus der finnischen Liiga unter Vertrag steht und dort auf der Position des Verteidigers spielt. Zuvor war Jordán unter anderem für die Carolina Hurricanes in der National Hockey League (NHL) aktiv.

## Karriere

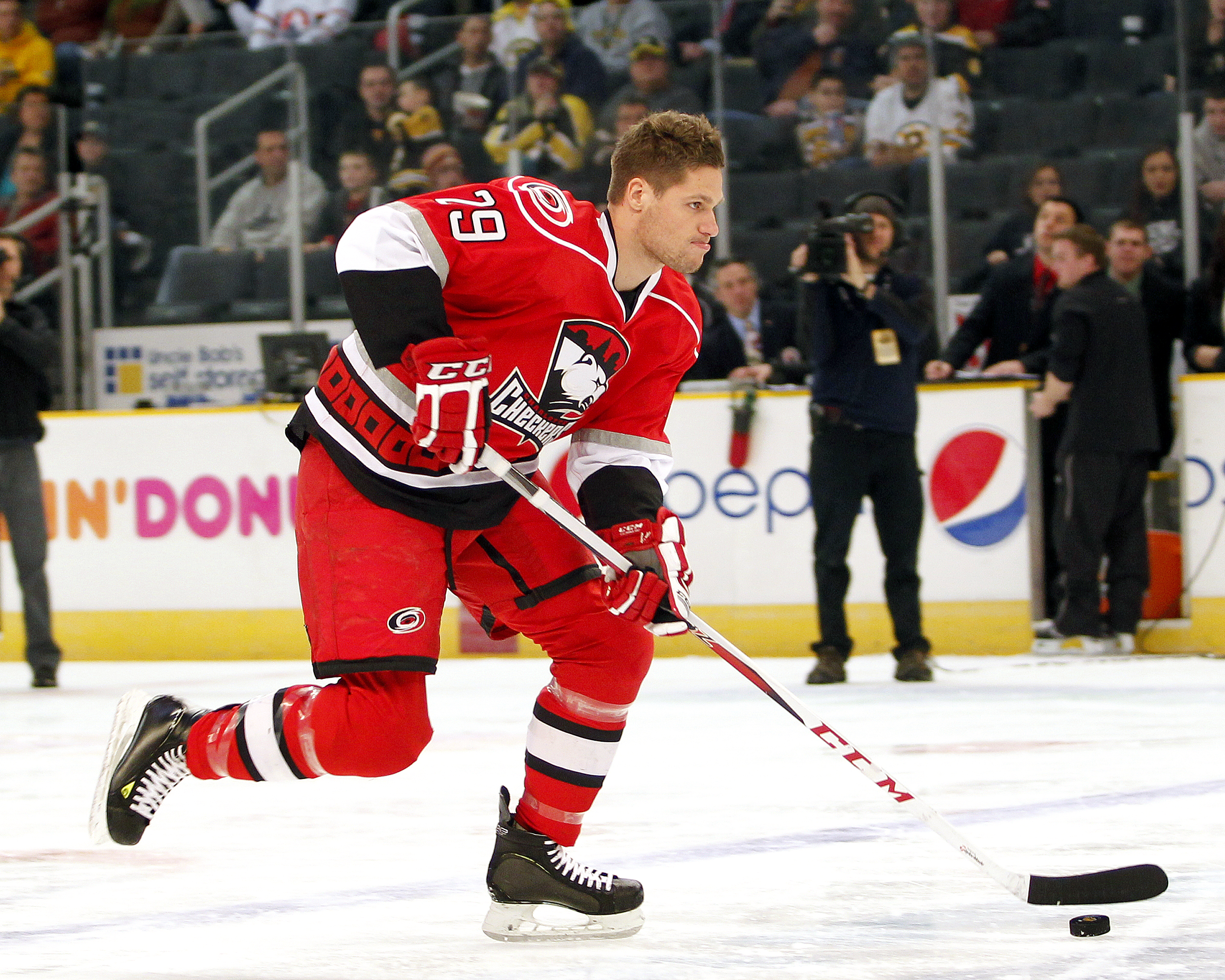
Jordán im Trikot der Charlotte Checkers (2013)

Jordán begann seine Karriere in den Juniorenmannschaften des HC Zlín, bevor er im Sommer 2007 nach Nordamerika in die OHL zu den Windsor Spitfires wechselte, die ihn beim CHL Import Draft 2007 an achter Position gezogen hatten. Mitte der folgenden Spielzeit wechselte er innerhalb der Liga zu den Plymouth Whalers. Während des NHL Entry Draft 2008 wurde er von den Carolina Hurricanes aus der NHL in der vierten Runde an insgesamt 105. Stelle ausgewählt.
Im April 2010 erhielt er einen Entry Level-Vertrag bei den Hurricanes und wird seither hauptsächlich bei den Charlotte Checkers in der American Hockey League eingesetzt. Nach der Saison 2015/16 wurde sein auslaufender Vertrag nicht verlängert. Im Oktober 2016 wurde er schließlich von Ak Bars Kasan aus der Kontinentalen Hockey-Liga verpflichtet. Dn Klub verließ der Tscheche allerdings nach nur einer Spielzeit und schloss sich innerhalb der KHL dem Ligakonkurrenten Amur Chabarowsk an. Dort war der Tscheche über fünf Spielzeiten lang aktiv, ehe er im Dezember 2022 zu den SC Rapperswil-Jona Lakers aus der Schweizer National League wechselte.
Zur Saison 2023/24 zog es ihn zu den Pelicans aus der finnischen Liiga, wo der tschechische Verteidiger einen Zweijahresvertrag unterzeichnete.

### International
Michal Jordán hat in seiner bisherigen Laufbahn an drei internationalen Titelkämpfen teilgenommen: Für die U18- bzw. U20-Nationalmannschaft nahm er an der U18-Weltmeisterschaft 2007 und 2008 teil. Außerdem wurde er im gleichen Jahr als 17-Jähriger auch bei der U20-Weltmeisterschaft eingesetzt.
Zudem nahm er auf Seniorenniveau an den Weltmeisterschaften 2014, 2015, 2016, 2018, 2022 und 2023 sowie am World Cup of Hockey 2016 und den Olympischen Winterspielen 2018 im südkoreanischen Pyeongchang teil. Bei der Weltmeisterschaft 2022 in Finnland gewann Jordán mit dem tschechischen Team die Bronzemedaille.

## Erfolge und Auszeichnungen
- 2013 Teilnahme am AHL All-Star Classic
- 2024 Finnischer Vizemeister mit den Pelicans

### International

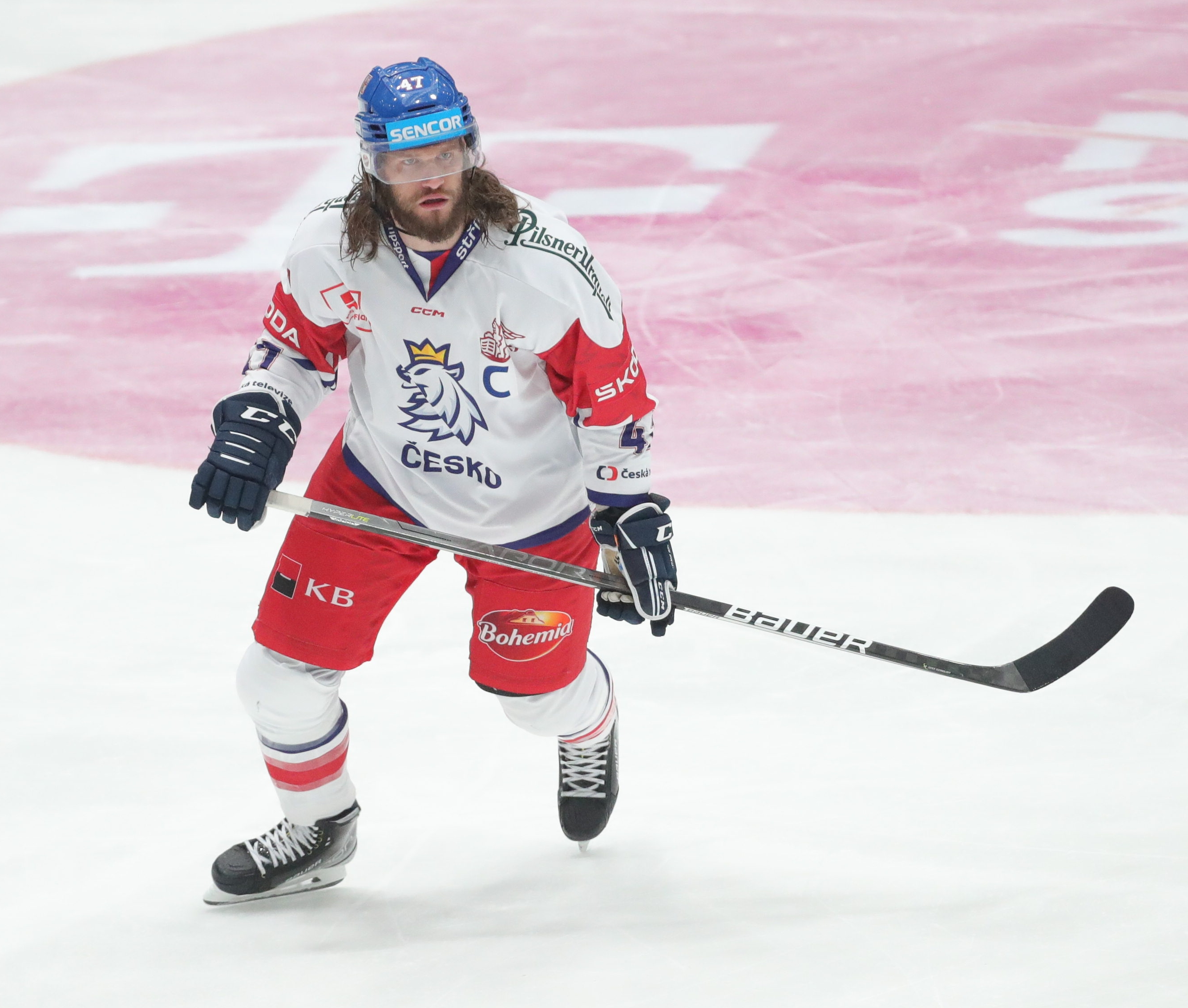
Jordán bei einem Spiel der tschechischen Nationalmannschaft (2023)

- 2008 Aufstieg in die Top-Division bei der U18-Junioren-Weltmeisterschaft der Division I
- 2008 Bester Verteidiger der U18-Junioren-Weltmeisterschaft der Division I, Gruppe A
- 2022 Bronzemedaille bei der Weltmeisterschaft

## Karrierestatistik
Stand: Ende der Saison 2024/25

### International
Vertrat Tschechien bei:
| - U18-Junioren-Weltmeisterschaft 2007 - U20-Junioren-Weltmeisterschaft 2008 - U18-Junioren-Weltmeisterschaft der Division I 2008 - U20-Junioren-Weltmeisterschaft 2009 - U20-Junioren-Weltmeisterschaft 2010 - Weltmeisterschaft 2014 - Weltmeisterschaft 2015 | - Weltmeisterschaft 2016 - World Cup of Hockey 2016 - Olympischen Winterspielen 2018 - Weltmeisterschaft 2018 - Weltmeisterschaft 2022 - Weltmeisterschaft 2023 |

(Legende zur Spielerstatistik: Sp oder GP = absolvierte Spiele; T oder G = erzielte Tore; V oder A = erzielte Assists; Pkt oder Pts = erzielte Scorerpunkte; SM oder PIM = erhaltene Strafminuten; +/− = Plus/Minus-Bilanz; PP = erzielte Überzahltore; SH = erzielte Unterzahltore; GW = erzielte Siegtore; 1 Play-downs/Relegation; Kursiv: Statistik nicht vollständig)